# Egon Caesar Conte Corti

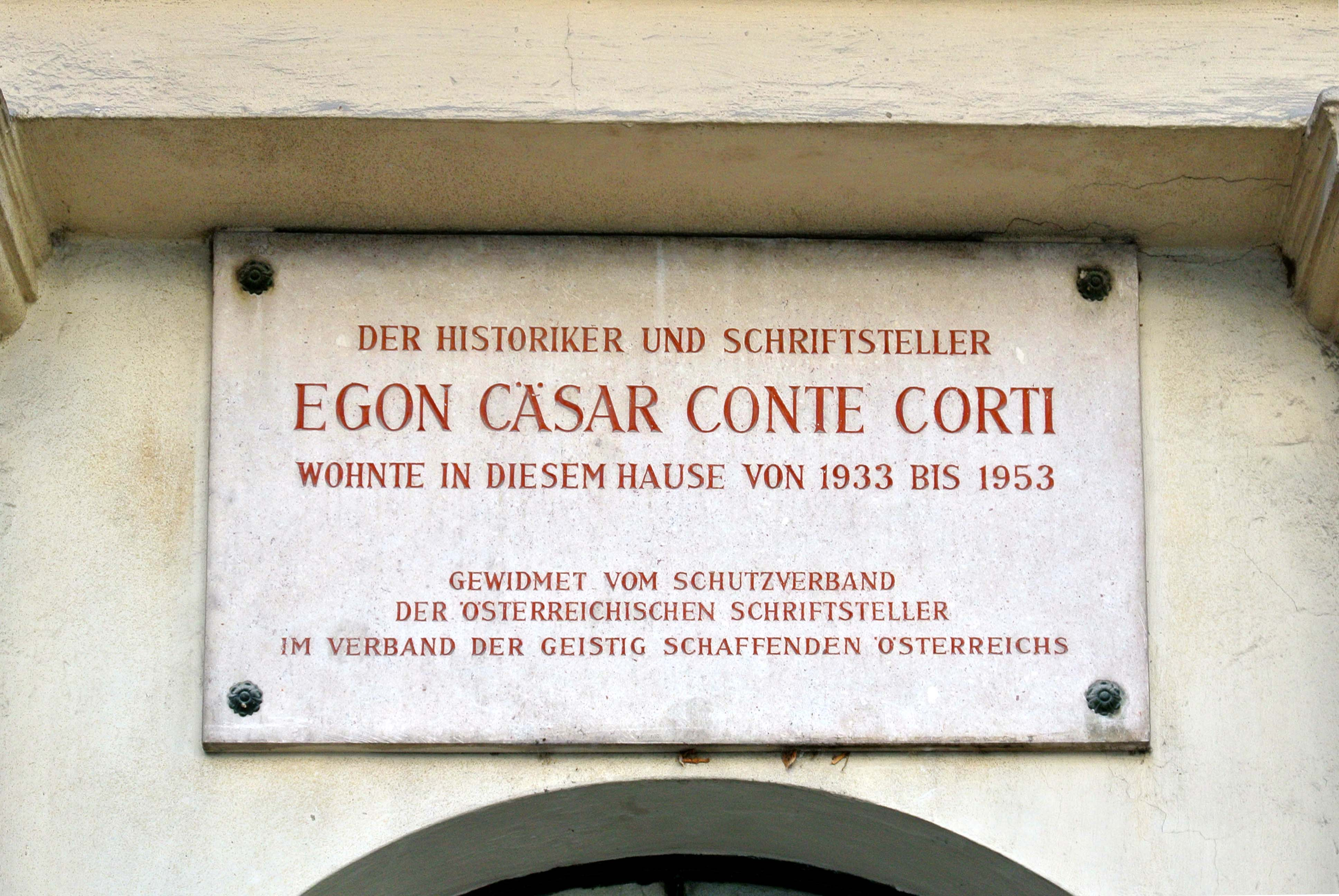
Gedenktafel, Wien

Egon Caesar Conte Corti alle Catene, ab 1919  Egon Caesar Corti (* 2. April 1886 in Agram, heute Zagreb, Kroatien; † 17. September 1953 in Klagenfurt) war ein österreichischer Offizier, Historiker und Schriftsteller. Er galt zeitweise als Bestsellerautor.

## Leben und Werk
Corti stammte aus einem alten lombardischen Adelsgeschlecht, das sich bei der Vereinigung Italiens auf die österreichische Seite gestellt hatte. Sein Vater war der spätere k.u.k. Feldmarschalleutnant Hugo Conte Corti (1851–1916), dessen Vater Franz Conte Corti (1803–1890) ebenfalls k.u.k. Feldmarschalleutnant gewesen war. Die Mutter Olga (geb. Müller) kam aus großbürgerlicher Familie. Auch Corti selbst schlug die Laufbahn eines Berufsoffiziers ein. Nach dem verlorenen Ersten Weltkrieg wurde er 1918 aus der Armee verabschiedet.
Auf der Suche nach einem Broterwerb fing Corti an, biographische Arbeiten zu verfassen. Dabei kam ihm die Möglichkeit, an der Universität Wien unter den Auspizien des Historikers Heinrich Srbik arbeiten zu können, sehr zugute. Er verfasste Biographien zur Geschichte des 19. Jahrhunderts und galt seit der Zwischenkriegszeit als Spezialist für biographische Werke über Persönlichkeiten aus der europäischen Hocharistokratie. Corti war, wie auch in seinem umfangreichen Werk ersichtlich, zutiefst monarchistisch orientiert. Cortis Bücher und Biographien heben sich heute noch von anderen Werken ähnlicher Art in spezifischer Weise ab: einerseits enthalten sie zahlreiche Originalaussagen von Zeitzeugen, die zu Cortis Zeit noch lebten. Andererseits beinhalten die Werke historisch einzigartige Quellen: verschiedene adelige und hochadelige Häuser gewährten Conte Corti – als einzigem Autor und ihresgleichen, weil ebenfalls adelig – Zugang zu ihren geheimen Privatarchiven, die mittlerweile wieder verschlossen sind bzw. von denen einige im Zweiten Weltkrieg zerstört wurden.
Obwohl Monarchist wurde er Mitglied des 1937 gegründeten „Volksbunds“, der als Tarnorganisation für die zu diesem Zeitpunkt illegale NSDAP in Österreich diente. Nach dem Anschluss Österreichs 1938 an das Deutsche Reich beteiligte sich Corti mit einem Beitrag am Bekenntnisbuch österreichischer Dichter, das vom Bund deutscher Schriftsteller Österreichs herausgegeben wurde. Ein Beitrittsgesuch Cortis in die NSDAP wurde mit Verweis auf seine „nicht arisch - nicht jüdische“ Ehefrau Gertrud Mautner Markhof, Zwillingsschwester des sogenannten „Senf-Tegethoff“ Manfred Mautner-Markhof sen., von der er sich nicht trennen wollte, abgelehnt.
Der einzige dieser Ehe entsprungene Sohn Ferrante (* 9. Februar 1925; † Dezember 1944, vermisst im Zweiten Weltkrieg) wurde 1940 als 15-Jähriger verhaftet und tagelang von der Gestapo unter dem Vorwurf verhört, er habe gegen die Nationalsozialisten konspiriert. Im späteren Verlauf des Krieges wurde Ferrante Corti einem Strafbataillon zugewiesen.
Corti nahm der Tod seines Sohnes den Lebenswillen. Er starb im September 1953, wenige Monate vor seiner Frau. Er wurde am Friedhof von Pressbaum bestattet.
An seinem Wohnhaus am Wiener Franziskanerplatz 1 findet sich eine Gedenktafel. Im Jahr 1960 wurde in Wien-Donaustadt (22. Bezirk) die Cortigasse nach ihm benannt.

## Werke (Auswahl)
als Autor
- Alexander von Battenberg. Sein Kampf mit den Zaren und Bismarck. Seidel-Verlag, Wien 1920.
- Leopold I. von Belgien. Sein Weltgebäude Koburger Familienmacht. Rikola-Verlag, München 1922.
- Maximilian von Mexiko. Die Tragödie eines Kaisers. Knaur, München 1978, ISBN 3-426-02306-7 (früherer Titel Maximilian und Charlotte von Mexiko).
- Das Haus Rothschild. Insel-Verlag, Leipzig 1927/28.

1. Der Aufstieg des Hauses Rothschild. 1770–1830. 1927.
2. Das Haus Rothschild in der Zeit seiner Blüte. 1830–1871. 1928.

- Die Geschichte des Rauchens. „Die trockene Trunkenheit“; Ursprung, Kampf und Triumph des Rauchens. Insel-Verlag, Frankfurt/M. 1986, ISBN 3-458-32604-9 (Nachdruck der Ausgabe Leipzig 1930).
- Der Zauberer von Homburg und Monte Carlo. 1841–1872; die Geschichte der „Mutter von Monte Carlo“; die Rückkehr des Glücks. Societäts-Verlag, Frankfurt/M. 2008, ISBN 978-3-7973-1113-9 (Nachdruck der Ausgabe München 1932).
- Elisabeth, „die seltsame Frau“. Nach dem schriftlichen Nachlass der Kaiserin, den Tagebüchern ihrer Tochter und sonstigen unveröffentlichten Tagebüchern und Dokumenten. (Originalausgabe), Verlag Anton Pustet, Salzburg 1934
- Elisabeth. Tragik einer Unpolitischen, Heyne Verlag, München 1989, ISBN 3-453-55040-4 (gekürzte Neuausgabe der Erstausgabe unter dem früheren Titel: Elisabeth, die seltsame Frau 1934).
- Unter Zaren und gekrönten Frauen. Schicksal und Tragik europäischer Kaiserreiche. 3. Aufl. Pustet, Salzburg 1936.
- Ludwig I. von Bayern. Bruckmann, München 1979, ISBN 3-7654-1750-5 (stark gekürzte Neuausgabe der Erstausgabe München 1937).
- Untergang und Auferstehung von Pompeji und Herculaneum. Bruckmann, München 1978, ISBN 3-7654-1714-9 (Nachdruck der Ausgabe München 1940).
- Nelsons Kampf um Lady Hamilton. Die Geschichte einer einzigartigen Liebe. Knaur, München 1983, ISBN 3-426-02310-5 (Nachdr. d. Ausg. Graz 1947).
- Metternich und die Frauen. Knaur, München 1984, ISBN 3-426-02334-2 (Nachdruck der Ausgabe München 1948/49).
- Ich, eine Tochter Maria Theresias. Ein Lebensbild der Königin Marie Karoline von Neapel. Bruckmann, München 1950.
- WENN... Sendung und Schicksal einer Kaiserin, Styria Verlag, Graz 1954.
- Kaiser Franz Joseph I. Pustet, Pustet 1950/55.

1. Vom Kind zum Kaiser. Kindheit und erste Jugend Kaiser Franz Joseph I. und seiner Geschwister. 1950.
2. Mensch und Herrscher. Wege und Schicksale Kaiser Franz Joseph I. zwischen Thronbesteigung und Berliner Kongress. 1952.
3. Der alte Kaiser. Franz Joseph I. vom Berliner Kongress bis zu seinem Tode. 1955.

als Herausgeber
- Benito Mussolini: Mein Kriegstagebuch („Il mio diario di guerra“). Amalthea, Wien 1930.